# 凡尔登地区贝尔吕
凡尔登地区贝尔吕（法語：Belrupt-en-Verdunois，法語發音：[bɛlʁy ɑ̃ vɛʁdynwa]）是法国默兹省的一个市镇，位于该省中部偏北，属于凡尔登区。该市镇总面积9.4平方公里，2009年时的人口为453人。

## 人口
凡尔登地区贝尔吕人口变化图示